# Aravonitsa
Aravonitsa  este un oraș în Grecia în prefectura Ahaia.